# Béraut
Béraut (gaskognisch Beraut) ist eine französische Gemeinde mit 296 Einwohnern (Stand 1. Januar 2022) im Département Gers in der Region Okzitanien; sie gehört zum Arrondissement Condom und zum Gemeindeverband Ténarèze. Die Bewohner nennen sich Bérautois/Bérautoises.

## Geografie
Béraut liegt an einem Hang am rechten Ufer der Gèle, rund 33 Kilometer nordwestlich der Stadt Auch im Norden des Départements Gers. Die Gemeinde besteht aus dem Dorf Béraut, den Weilern Armagnac, La Courtade, La Guinle, Le Camus, Le Clot und Mival sowie zahlreichen Einzelgehöften. Die Gemeinde liegt an der Straße D654 wenige Kilometer östlich der Route nationale 130. 

## Geschichte
Im Mittelalter lag der Ort in der Grafschaft Condomois (auch Ténarèze genannt), die ein Teil der Provinz Gascogne war. Die Gemeinde gehörte von 1793 bis 1801 zum District Condom, zudem war Béraut – mit Ausnahme der Jahre 1801 bis 1806 – von 1793 bis 2015 ein Teil des Wahlkreises (Kantons) Condom. Die Gemeinde ist seit 1801 dem Arrondissement Condom zugeteilt.  

## Bevölkerungsentwicklung
| Jahr                       | 1962 | 1968 | 1975 | 1982 | 1990 | 1999 | 2006 | 2014 | 2020 |
| Einwohner                  | 316  | 302  | 261  | 303  | 306  | 319  | 335  | 351  | 302  |
| Quellen: Cassini und INSEE |      |      |      |      |      |      |      |      |      |

## Sehenswürdigkeiten
- Schloss Château de Caube(r)t
- Schloss Château d’Ensoulès
- Schloss Château de Lassere, Monument historique seit 1927[1]
- Schloss Château de Malaussane
- Herrenhaus von Béraut
- Kirche Saint-Pierre
- Denkmal für die Gefallenen[2]
- mehrere Kreuze
- Lavoir (ehemaliges Waschhaus) in Le Camus

Quelle:

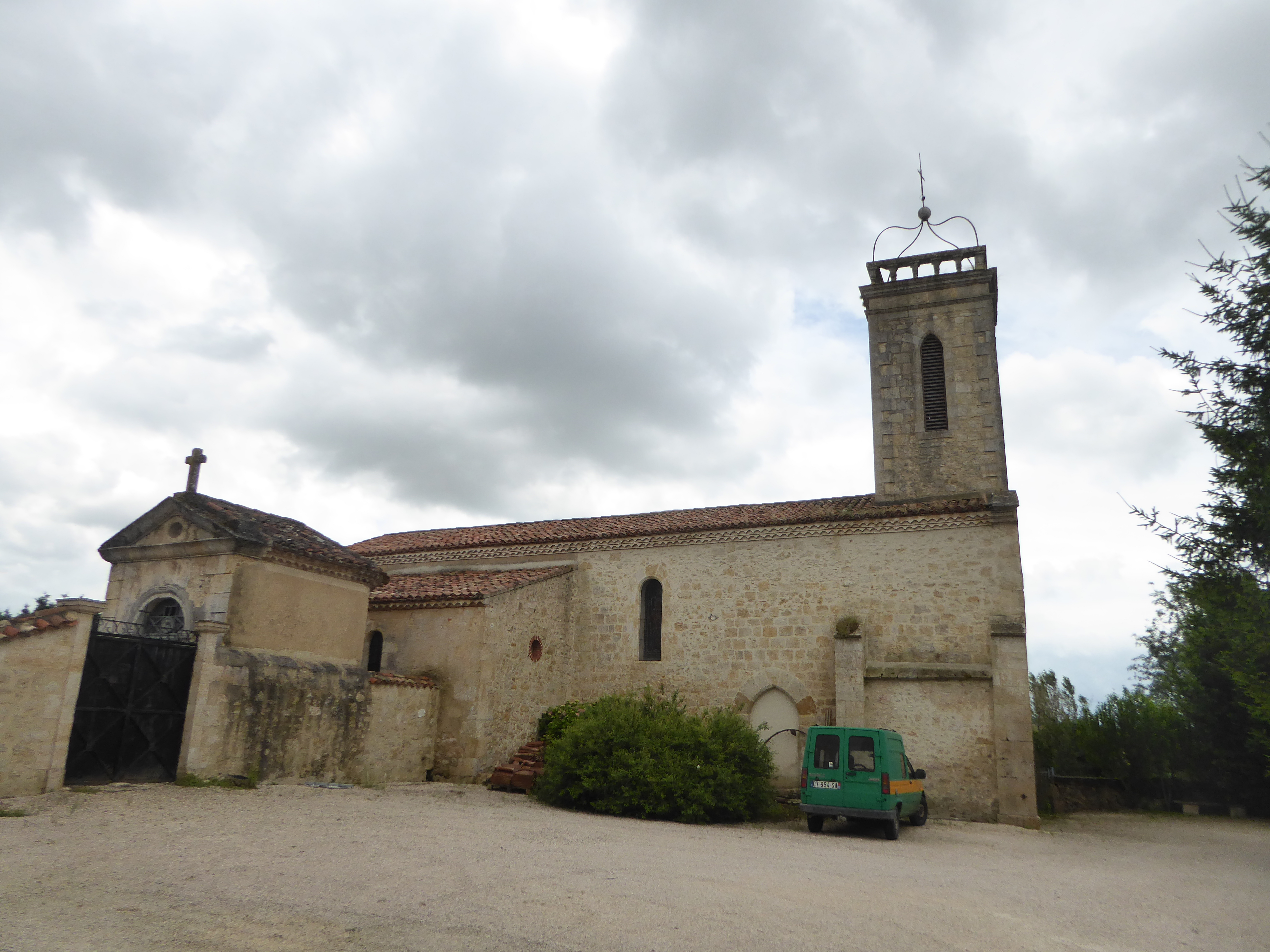
Kirche Saint-Pierre
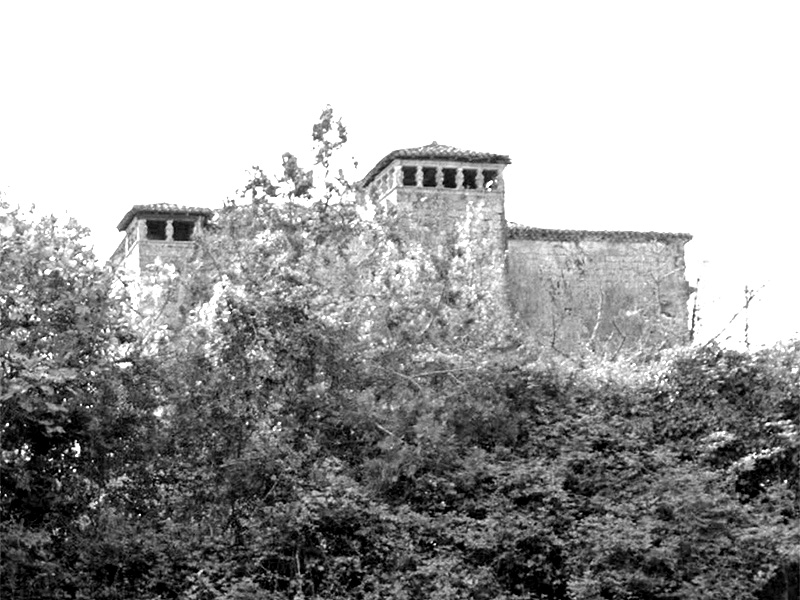
Château de Lasserre